# Parc Nacional Badia de Crowdy
Badia de Crowdy és un parc nacional a Nova Gal·les del Sud (Austràlia), ubicat a 271 km al nord-est de Sydney i 45 km al nord-est de Taree.
.És un gran refugi al costat del mar, a prop de Port Macquarie, que ofereix rutes de senderisme, pícnics costaners, pesca i grans oportunitats per observar la vida silvestre.
La biodiversitat del parc és molt rica. Hi podem trobar molts tipus de plantes i animals, com l'àguila marina de ventre blanc (Haliaeetus leucogaster), la granota ratllada marró (Limnodynastes peronii), el varà encintat (Varanus varius), el roure negre (Allocasuari)

## Dades
- Area: 102 km²
- Coordenades: 31° 48′ 59″ S, 152° 43′ 17″ E / 31.81639°S,152.72139°E
- Data de Creació: 15 de desembre de 1972[3]
- Administració: Servei per a la Vida Salvatge i els Parcs Nacionals de Nova Gal·les del Sud
- Categoria IUCN: II